# Галицька Сабіна Станіславівна
Сабіна Станіславівна Галицька (20 вересня 1994 — 20 лютого 2018) — медик 10-ї окремої гірсько-штурмової бригади Збройних сил України.

## Життєпис
Народилась 20 вересня 1994 року у місті Новоград-Волинський. Виросла в селі Бастова Рудня Ємільчинського району на Житомирщині, де закінчила 9 класів місцевої школи. У 2014 році закінчила Новоград-Волинський медичний коледж, у якому отримала фах фельдшера. З січня 2015 року працювала акушеркою у Барашівській сільській лікарні. Надалі працювала в центральній районній лікарні смт. Ємільчине.
01 квітня 2016 року вона підписала із ЗСУ контракт, маючи велике бажання допомагати пораненим у боях солдатам, та після навчання на полігоні «Десна» почала службу старшою медичною сестрою приймально-сортувального відділення медичної роти 10-ї окремої гірсько-штурмової бригади. Чотири з половиною місяці перебувала на фронті, рятуючи поранених українських бійців.
20 лютого 2018 року о 15:30 загинула у зоні відповідальності окремого тактичного угруповання «Луганськ», унаслідок влучання протитанкової керованої ракети російських загарбників по евакуаційній машині з червоним хрестом, біля селище Кримське, район міста Попасна Луганської області.
23 лютого 2018 року в селі Бастова Рудня Ємільчинського району Житомирської області об 11.00 попрощалися із Сабіною Станіславівною Галицькою. Її на руках пішки пронесли до сільського костелу, де відбулося відспівування. Поховали дівчину на кладовищі села Бараші.

## Реакція на загибель
|  | Російські окупаційні війська на Донбасі не лише продовжують порушувати Мінські домовленості, але й перейшли будь-яку зрозумілу людському розумові межу у своїх звірячих вчинках… Вчора, підчас надання цивільному населенню медичної допомоги були обстріляні наші медики. Загинула наша сестра – медик, військовослужбовець і людина з великим серцем – Сабіна. Ще одного військовослужбовця поранено. Ми обіцяємо, що путінські покидьки заплатять за це максимальну ціну. Вбивати жінок та мирних мешканців - це все, на що здатні кляті російські окупанти", – заявили бійці 10-ї окремої гірсько-штурмової бригади. |

|  | Ми отримали звістку про те, що 23-річний український медик була вбита, коли намагалася надати допомогу мирним жителям поблизу лінії зіткнення. Інцидент нагадує нам про продовження конфлікту в східній частині України, а також про те, що мирні жителі і ті, хто надає їм допомогу, перебувають в небезпеці щодня", – заявила прес-секретар Державного департаменту США Гізер Нойєрт. |

## Нагороди та відзнаки
- Орден «За мужність» ІІІ ступеню (7.3.2018, посмертно)[10]
- У Львові на алеї героїнь у парку Богдана Хмельницького висаджено дерево в її пам'ять[джерело?].